# Jaborowice
Jaborowice (dodatkowa nazwa w j. niem. Jaborowitz, od 1936 Holdenfilde) – wieś w Polsce położona w województwie opolskim, w powiecie kędzierzyńsko-kozielskim, w gminie Polska Cerekiew.

## Nazwa
Nazwa pochodzi od polskiej nazwy drzewa z rodziny klonowatych - jawora. Do grupy miejscowości na Śląsku, których nazwy wywodzą się od tego drzewa - "von jawor = Ahorn" zalicza ją niemiecki geograf oraz językoznawca Heinrich Adamy. W swoim dziele o nazwach miejscowych na Śląsku wydanym w 1888 roku we Wrocławiu wymienia najwcześniejszą nazwę miejscowości w polskiej formie "Jaworowice" podając jej znaczenie jako "Ahorndorf" czyli w tłumaczeniu "jaworowa wieś, wieś jaworów". 
W alfabetycznym spisie miejscowości na terenie Śląska wydanym w 1820 roku we Wrocławiu przez Johanna Knie miejscowość występuje pod obecnie używaną polską nazwą Jaborowice oraz zgermanizowaną Jaborowitz Niemcy fonetycznie zgermanizowali nazwę miejscowości na "Jaborowitz" w wyniku czego utraciła ona swoje pierwotne znaczenie.
Po zakończeniu II wojny światowej polska administracja spolonizowała zgermanizowaną nazwę na Jaborowice w wyniku czego obecna nazwa nie wiąże się już z pierwszym znaczeniem.

## Historia
Pierwsze wzmianki o wsi Jaworowitz pochodzą z 1303 r., jednak istniała ona już w XIII wieku.
Od końca XVIII w. do 1933 na wizerunku pieczęci gminnej umieszczono wizerunek chłopa trzymającego na ramieniu motykę, po prawej – kwiat, po lewej stronie wbite w podłoże widły.
W 1783 r. w Jaborowicach było 134 mieszkańców.

## Zabytki
- kaplica wybudowana w 1801 r.